# Corrupción en el gobierno de Alberto Fujimori

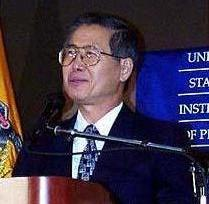
Alberto Fujimori, expresidente peruano. Durante su gobierno, la corrupción se convirtió en la principal herramienta para controlar la sociedad.

El gobierno de Alberto Fujimori (1990-2000) se caracterizó principalmente por una corrupción política generalizada, con numerosos casos de malversación de fondos públicos, tráfico de influencias y abuso de poder en los sectores empresarial, político y militar. Este nivel de corrupción no tenía precedentes en los gobiernos peruanos anteriores.
En la red de corrupción participaban unas 1600 personas, entre políticos, personalidades de los medios de comunicación, empresarios y miembros del Poder Judicial. Las reformas económicas neoliberales aplicadas por Fujimori crearon las condiciones ideales para la corrupción. Vladimiro Montesinos, ampliamente considerado como el poder detrás del trono, manejaba la mayor parte de esta red. El poder y la influencia de Montesinos aumentaron tras el autogolpe de 1992.
El tráfico de influencias se exacerbó por la estrategia del régimen de nombrar comandantes de las Fuerzas Armadas mediante un sistema de cooptación, asegurando así el control sobre la oposición. Durante este periodo, se adoptaron numerosas prácticas dudosas, como la privatización de empresas estatales, la difusión de propaganda, el desvío de fondos de la oficina presidencial y la compra encubierta de armas mediante decretos no publicados. La corrupción se vio facilitada por la falta de auditorías exhaustivas, la derogación de las leyes contra el blanqueo de dinero y la complicidad de las autoridades judiciales. En lo judicial, el Gobierno hizo esfuerzos para evitar ser responsabilizado por la Corte Interamericana de Derechos Humanos (CIDH).
En 1999, el ministro de Trabajo, Jorge Mufarech, denunció ante la oposición la corrupción profundamente arraigada, lo que estalló una crisis política. El Gobierno le destituyó del cargo y despidió a cinco ministros. El escándalo se agravó en 2000, tras la publicación de los «vladivideos», que mostraban a Montesinos sobornando a particulares con grandes sumas de dinero, lo que provocó la dimisión de Fujimori. Analistas como Alfonso W. Quiroz han calificado el gobierno de Fujimori como uno de los «peores de la historia peruana» debido a la corrupción. Personalidades políticas y periodistas atribuyen la corrupción generalizada posterior en el país al gobierno de Fujimori.

## Contexto
Alberto Fujimori fue un político peruano. Cuando fue docente universitario, varias personas cercanas a Fujimori calificaron su comportamiento de «nisei acriollado», que se caracterizó por llevar un comportamiento antisistema.
El gobierno de Alberto Fujimori, que ocupó el poder en Perú de 1990 a 2000, se destacó por una compleja y controvertida relación con la red de corrupción. Inicialmente, el partido rival Fredemo acusó al gobierno de evasión fiscal. Posteriormente, varias personas acusaron a Vladimiro Montesinos, quien fue jefe de facto del Servicio de Inteligencia Nacional (SIN). Para las elecciones presidenciales del 2000, surgieron denuncias por usar dinero del Estado en la campaña de reelección, según confirmaron los observadores de la Organización de los Estados Americanos.
Durante la década de gobierno, solo se ejecutó un tercio del gasto presupuestal. Parte de los recursos fueron administrados por el Ministerio de la Presidencia, que fue creado en la administración de Fujimori. Su gobierno fue el más corrupto de América y el séptimo del mundo, según el Informe global de la corrupción (2004) elaborado por Transparencia Internacional.

### Promesas de campaña
Fujimori ascendió al poder a través de una plataforma conservadora, con promesas de limpiar actos de corrupción del Poder Ejecutivo que habían prevalecido desde la década de 1960. Su lema de campaña, «Honradez, tecnología y trabajo», caló en el electorado. En su campaña, también se prometió la creación de un Alto Comisionado contra la Corrupción inspirado en el de Hong Kong que, sin embargo, nunca se llevó a cabo. El antropólogo Carlos Iván Degregori sugirió que el régimen buscaba despolitizar al electorado. Esta estrategia implicó promover una imagen favorable del gobierno, desacreditar a los opositores y utilizar distracciones mediáticas para desviar la atención de cuestiones importantes, lo que se conoció posteriormente como «cortinas de humo».

### Gobierno de Alberto Fujimori
Saúl P. Kolenkautsky resumió que ningún gobierno peruano tuvo tanto control sobre los poderes del Estado, las instituciones electorales, el cuerpo diplomático, las fuerzas armadas, las universidades y los medios de comunicación como el de Alberto Fujimori.

#### Influencia militar y policial
Uno de los pilares en el gobierno de Fujimori fue el Plan Verde, un documento redactado entre 1988 y 1989 por las Fuerzas Armadas de Perú como respuesta a las reformas económicas del Plan Inca de los años 1960 y 1970. Montesinos presentó este plan a Fujimori, y éste lo puso en práctica, convirtiendo a los militares en socios del régimen.
Montesinos ganó relevancia por haber establecido una red de corrupción local, poco antes de convertirse en asesor presidencial y obtener poder político. El jefe del SIN se aprovechó de la confianza de Fujimori, quien tenía relación con los organismos de lucha contra el narcotráficoy con las Fuerzas Armadas, institución relacionada con la lucha contra el tráfico ilícito de drogas. Montesinos y su aliado Nicolás Hermoza habrían establecido una red criminal sistemática dentro de los círculos influyentes del país. Ambos fueron nombrados por el gobierno mediante un sistema de cooptación que fue legalizado en noviembre de 1991.
Mientras tanto, la administración de Fujimori realizó cambios significativos en la Policía, jubilando a 135 oficiales de alto rango y sustituyéndolos por partidarios del gobierno. Aprovechando de la alta aprobación gubernamental y la imagen de honestidad, esta medida fue fundamental para impedir que los golpes militares debilitaran la administración, como ocurrió en 1992.
En mayo de 1996, se descubrió un avión militar de carga que transportaba drogas, cuyos responsables fueron detenidos y posteriormente liberados cuando Fujimori clamó por su inocencia. El Comando de la Fuerza Aérea del Perú calificó el incidente como una demostración del poder corruptor del narcotráfico, cuya participación militar habría desaparecido en 1995. El Departamento de Estado de los EE. UU. vaticinaba anteriormente, en 1993, que la corrupción era endémica en casi todas las instituciones del gobierno peruano.

#### Toma de decisiones judiciales
Durante el gobierno, existieron casos en que las autoridades políticas, parlamentarias —es decir, congresistas del oficialismo y aquellos que decidieron afiliarse desde movimientos independientes— y electorales buscaron obtener su impunidad.
La red recibió el apoyo del sector judicial, en una controvertida inversión de 284 millones de soles en reformas sin sustento técnico. El apoyo judicial debilitó su sistema porque no tuvo la capacidad de sentenciar a organizaciones delincuenciales. Entre las figuras que respaldaron a la red involucraron a la Fiscal de la Nación Blanca Nélida Colán, el vocal supremo Alejandro Rodríguez Medrano y cincuenta jueces de cortes superiores. La red también comprometió a los magistrados de la Sala Plena de la Corte Suprema, el Consejo Transitorio del Poder Judicial (CTPJ) y la Oficina de Control de la Magistratura (OCMA). El abogado Francisco Eguiguren Praeli denunció que la red recurrió a la extorsión para vender o cobrar por decisiones judiciales, incluso si carecían de fundamento jurídico.
Durante 1997, el Parlamento logró retirar a miembros del Tribunal Constitucional que se oponían a la reelección inconstitucional de Fujimori,  lo cual fue revertido en el caso del Tribunal Constitucional c. Perú por la Corte Interamericana de Derechos Humanos en 2001. En la sentencia del caso, los magistrados declararon que la CIDH encontró una «confabulación de los tres poderes públicos».
También en 1997, el Congreso de Perú aprobó una normativa que establecía que los jueces y fiscales supremos que se encontraban en la categoría de provisionales pasaban a tener los mismos derechos que los titulares. Los provisionales no son elegidos por concurso público, por lo que son propensos a recibir favores políticos.

#### Negociaciones con empresas privadas
Debido a la privatización y la llegada del capital extranjero luego de las reformas posteriores al fujishock, se permitió al empresariado usar el dinero del Ministerio de Economía a través de las contrataciones estatales. Esta modalidad se conoció como «puertas giratorias» y consistió en que asesores legales y economistas del Estado ofrecían sus servicios a empresas y organismos privados. Además, contó con la participación de otros ministros, como Jaime Yoshiyama, considerado el «primer ministro en la sombra» por tener contactos cercanos con empresarios y el mandatario de entonces.
Según el especialista Humberto Campodónico Sánchez, «la Constitución de 1993 virtualmente prohibió la existencia de empresas públicas» y, hasta inicios de los años 1990, los ciudadanos «[identificaban] a las empresas públicas como ineficientes y burocráticas, y creían que solo la empresa privada (mejor si es extranjera) podía realizar actividades empresariales».
Se estima que, de los 100 dólares obtenidos por la privatización, 2.5 fueron transferidos al Estado, ya que gran parte del proceso sirvió para pagar la deuda y financiar armas. Las operaciones fueron lideradas por el entonces ministro Jorge J. Camet bajo la modalidad de «mafia blanca». Entre los beneficiados destacaron AeroPerú, JJC Contratistas Generales —de la familia Camet Dickmann, incluido el propio Jorge— y el Banco de Crédito. Más allá del beneficio económico empresarial, el comportamiento narcisista de Vladimiro Montesinos, con la modalidad de la «mafia amarilla», influyó en la resolución judicial de la mina de Yanacocha ante su rival francés BRGM-Normandy.
Por otro lado, se realizaron negociaciones con Ilan Weil Levy y socios para proveer clandestinamente armas al gobierno. También se realizaron negociaciones para la fabricadora W-21 Intertechnique, responsable en parte del monopolio armamentista en el país, que supuestamente fue operado por Moshe Rothschild Chassin. Las adquisiciones con proveedores de origen ilícito continuaron hasta el final del régimen de Fujimori. Uno de los cercanos al gobierno fue el empresario libanés Sarkis Garabet Soghanalian, quien colaboró con el fiscal anticorrupción para facilitar contactos empresariales en el tráfico de armas. Su confesión sobre una posible mafia de armamento clandestino fue compartida por congresistas de la oposición al régimen.

#### Relaciones públicas y manipulación mediática
La red fujimontesinista acordó con los medios de comunicación masivos, escritos y televisivos, reducir la presencia de la oposición y ocultar las verdaderas demandas de la población.
Degregori señaló que, para fomentar la publicidad política, la televisión afiliada a la red de corrupción buscaba reproducir el «carisma y supervivencia política» de Fujimori. Entonces, los periodistas pagados (apodados «geishas») cubrían los actos del Palacio de Gobierno. Degregori también señaló que en parte de los medios «no había programas políticos; las noticias policiales encabezaban los noticieros, seguidas de "temas humanos"; ni siquiera se permitía la propaganda electoral [de la oposición] pagada al contado». En su lugar, para mantener a la audiencia entretenida, la programación televisiva de la red recurrió al entretenimiento como los «programas asínicos llenos de chistes sexuales», a fin de evitar cualquier sátira hacia su mandato.
Como consecuencia de la estrategia comunicativa en los medios, que consiguieron condonar sus deudas tributarias gracias a los ingresos económicos publicitarios, surgieron problemas en la gestión de sus dueños. Uno de ellos, Panamericana, terminó en una crisis administrativa, en el que varios periodistas renunciaron. Panamericana, uno de los canales más sintonizados del país, fue el primer medio en mostrar su respaldo al oficialismo tras el autogolpe, junto con Radio Programas del Perú.
Varios periodistas destacados que permanecieron en la televisión, incluidos Álamo Pérez-Luna, Pilar Higashi y Abraham Levy, negaron tener vínculos con el asesor Vladimiro Montesinos y afirmaron no estar al tanto de los detalles específicos relacionados con las negociaciones llevadas a cabo por la editorial. Por otra parte, debido a las acusaciones que ponen en tela de juicio la independencia informativa de estos medios, varias figuras destacadas, como César Hildebrandt, Nicolás Lúcar, Eduardo Guzmán y Jaime de Althaus, renunciaron a sus cargos aduciendo una supuesta falta de integridad editorial. El resultado de esto ha sido una disminución de la confianza en los históricos medios audiovisuales, lo que a su vez condujo a veredictos condenatorios en contra de sus propietarios.
En aquel entonces, Perú no contaba con un sistema de clasificación por edades, dando lugar al amplio cuestionamiento de su contenido por parte de sus detractores. Tampoco contaba con normativas para señalar si un anuncio tenía connotaciones políticas ni para indicar en sus informes de transparencia la cantidad de dinero destinada a cada uno hasta el año 2000.
Luego del gobierno de Fujimori, los ministros Roberto Dañino (del Consejo de Ministros) y Nicolás Lynch (de Educación) planificaron retirar la licencia a los canales de mayor audiencia (América y Panamericana) para «terminar con la influencia de la mafia» en los próximos años. Sin embargo, Lynch afirmó que «hoy existe una resistencia a la regulación» de los medios. El fiscal José Ugaz coincidió en que los canales 4 y 5 de Lima deberían ser considerados terceros responsables en los procesos por corrupción. Finalmente, las intenciones de sancionar a los canales y retirarles sus licencias no se concretaron cuando se puso en marcha la Ley de Radio y Televisión. 

##### Debilitamiento al periodismo opositor
Durante el gobierno de Fujimori, aquellos medios que rechazaron formar parte de la propaganda del oficialismo fueron amenazados. Uno de los casos más notables fue el de Frecuencia Latina, que durante unos años investigó las irregularidades de Vladimiro Montesinos y denunció un supuesto espionaje al líder de la oposición Javier Pérez de Cuéllar. Otros medios que se dedicaron a investigar al gobierno fueron La República, Ojo, Clarín, entre otros.
Aprovechando el corrompido sistema judicial y el silencio de los medios oficialistas, círculos cercanos a Montesinos recurrieron a denuncias por difamación contra los periodistas que se negaron a unirse a la red de corrupción. Estas medidas dificultaron el avance de la prensa, ya que no existían garantías para protegerse de actos vandálicos. Su debilitamiento fue tal que el Comité para la Protección de los Periodistas de Nueva York calificó a Fujimori como uno de los diez principales enemigos de la prensa entre 1999 y 2000.
Las empresas periodísticas alejadas de Lima entraron en situación vulnerable. Además, estuvieron impedidas de recibir los beneficios de la publicidad estatal, según confirmó el publicista del fujimorato, Daniel Borobio. Por otro lado, las identidades de los opositores se publicaron por el Servicio de Inteligencia Nacional (SIN) en un portal web irónicamente denominado Asociación Pro Defensa de la Verdad, una lista negra en la que se denunciaba a estas personas como «traidores, espías y desviados sexuales».
En 1992, Pedro Yauri fue encontrado sin vida, un asesinato cuya autoría se atribuye al grupo Colina. A su vez, el gobierno confiscó información militar en manos de Gustavo Gorriti, quien fue secuestrado como supuesta medida para prevenir atentados terroristas, mientras se clausuraban a varios medios de comunicación.
En octubre de 1996 se reportó un ataque a las instalaciones del canal 13 de Puno, en la que tres efectivos del Ejército fueron detenidos. Aunque en un principio la Corte Superior de Puno se negó a tomar medidas, Fabio Urquizo Ayma fue detenido en 2001 tras acusaciones de complicidad en ese suceso.
En 1998, Angel Páez, investigador del diario La República (que ya estaba en la mira como otros periodistas) y corresponsal del diario Clarín, fue objeto de desinformación por la prensa chicha, que lo acusó de tener una supuesta relación con el espionaje ecuatoriano. En realidad, Páez había descubierto turbias compras de intermediarios del gobierno con aviones de combate procedentes de Bielorrusia. También en 1998, Isabel Chumpitaz Panta y su esposo, del programa La Voz del Pueblo de Radio Satélite, fueron atacados en su vivienda luego de reportar actos cuestionables con la empresa agraria Emoycsa; esto solo fortaleció el servicio de inteligencia oficialista.
En 1999, Sin censura, de ATV, fue neutralizada. Este programa, presentado por Cecilia Valenzuela y uno de los últimos independientes en señal abierta, consiguió informar sobre la aparente compra del 78,77 % del Banco de Comercio y la Financiera Regional del Sur por la Caja de Pensiones Militar Policial. La difusión del reportaje terminó con el despido de Valenzuela del canal. De acuerdo con la fiscal anticorrupción Ana Cecilia Magallanes, conocida por ser la principal mujer en investigar a la red y liderar la recuperación de dinero, la Caja de Pensiones entregó dinero a la producción periodística para silenciar sus destapes.
El 24 de mayo del 2000 el periodista Fabián Salazar Olivares, quien estuvo a punto de difundir pruebas contra Montesinos para Frecuencia Latina, fue torturado. Según el testigo presencial, existió un aparente encargo monetario de la red.

#### Denuncias al final de su gobierno
En 1996, gremios profesionales, trabajadores y la Iglesia realizaron la primera comisión independiente «Manos Limpias», luego de presenciar la indiferencia del Congreso en investigar a los entonces ministros Alberto Pandolfi, Tomás Castillo y Juan Briones. Contó con el respaldo de los congresistas Alfonso Baella Tuesta y Anel Townsend.
Antes de la renuncia de Fujimori, en mayo de 1997, los parlamentarios denunciaron a Vladimiro Montesinos por enriquecimiento ilícito ante el fiscal Miguel Aljovín Swayne, sin éxito. El dominical Contrapunto contribuyó a las denuncias sobre irregularidades tributarias por parte de la SUNAT. Sin embargo, tampoco tuvo éxito debido a que Frecuencia Latina lo confiscó por sus reportajes disidentes.
En 1999, el entonces ministro de Trabajo Jorge Mufarech renunció a su cargo. Mufarech fue conocido por realizar investigaciones a la superintendenta de Aduanas. Posteriormente intentó postular a la presidencia en 2000, pero fue rechazado. El hecho fue investigado por asociación ilícita contra el expresidente, pero fue archivado por falta de documentación. Sin embargo, el ministro fue involucrado en una investigación de la jueza Antonia Saquicuray por colaborar con el empresario televisivo José Enrique Crousillat.
Posteriormente, surgieron declaraciones de Alberto Bustamante y Federico Salas, quienes confesaron recibir bienes ilícitos. En 2001, luego de la renuncia de Fujimori por fax, se anunció la formalización de la acusación constitucional en su contra por corrupción. Para ese entonces, existía el riesgo de la manipulación de pruebas y la salida a la clandestinidad de los posibles implicados de la red, debido a las dificultades que enfrentó el sistema judicial.

## Desvíos y pérdidas económicas
Según la Iniciativa Nacional Anticorrupción (INA) en 2001, las pérdidas económicas correspondieron al 30-35 % del gasto presupuestal promedio anual y un 4 % del PBI promedio anual durante el mismo período. Si esta pérdida multimillonaria se hubiera evitado, habría ayudado a sacar de la pobreza a más de 155 000 personas. Como referencia, en el año del autogolpe (1992), se batieron récords de concentración de recursos: 5 000 millones de dólares en gastos públicos en el presupuesto general, más otros 5 000 millones en empresas estatales.
La cifra de dinero ilícito varió con el tiempo: desde la denuncia preliminar de Mufarech, en que se retiraron algunos ministros, se estimaron pérdidas de 10 000 millones de dólares. En 2002 se recalculó la sustracción entre 800 y 1 000 millones de dólares; en 2004, el consorcio Justicia Viva de IDL la aproximó a 1 500 millones de dólares; en 2005, el autor Sergio Fernández estimó entre 250 a 768 millones de dólares; y en 2016, Avelino Guillén señaló que fueron 6 000 millones de dólares. En 2018, un estudio de la editorial de la Universidad Inca Garcilaso de la Vega estimó el costo económico entre 14 000 y 20 000 millones de dólares.

### Estrategias de obtención y gestión de dinero
En 1997, durante el cargo de Jorge Baca Campodónico como jefe de la SUNAT, se recurrió al mecanismo de RUC sensible para que las empresas evadieran a la fiscalizadora y pasaran desapercibidas en la transferencia económica dentro de la red. La estrategia de RUC sensible consiguió incrementar los ingresos económicos de algunos involucrados, como el incremento del patrimonio de 25 000 soles a 200 000 anuales del operador de la red, Mauricio Muñóz-Nájar. Además, para evitar sospechas de evasión de impuestos, la red logró hacer desaparecer cerca de 20 000 expedientes.
Baca Campodónico también realizó el «salvataje bancario» al entonces Banco Latino. Fue una estrategia financiera del gobierno para recuperar una parte del sector financiero privado, con una inversión de entre 170 y 400 millones de dólares. Según la directiva de dicho banco para La República, Vladimiro Montesinos poseía en ese banco 18 millones de dólares para operar transferencias hacia altos mandos militares junto con su esposa María Becerra Ramírez.
De la misma manera, se desfalcó dinero a partir de la Caja de Pensiones Policial-Militar para los préstamos hacia empresarios, entre los señalados como beneficiados está Gessa Ingenieros. Acorde a las investigaciones del congresista David Waisman, se estimó un desvío de 300 millones de dólares.
También se recurrió a las donaciones extranjeras desde que Fujimori llegó al poder, administradas por su hermana mayor Rosa y otros integrantes. La organización no gubernamental Apenkai (Asociación Perú No Shien No Kai) fue una de las más importantes cuando recibió contribuciones de la prefectura de Kumamoto, el Club de Leones de Shibuya, la Fundación Sasakawa (que, según Ernesto Herrera, sería operada por Fundación Nippon, su mayor aportante), la Fundación Matsushita y Ajinomoto, entre otros; cuya hipótesis se alimentó de un colaborador en 2003.
Junto con su satélite Ake, al mando del empresario Augusto Miyagusuku, condenado por ser testaferro para revender terrenos del Estado a empresas agroindustriales. En ese contexto se realizaron donaciones por valor de alrededor de 100 millones de dólares, de los cuales solo el 10 % como objetivo ayudar realmente a la sociedad. Una de las 71 instituciones educativas planificadas por Apenkai correspondió a una donación para la construcción de esta en Villa María del Triunfo, que se inauguró sin terminar.
Según Alfonso W. Quiroz, el esposo de Rosa Fujimori y embajador de Perú en Japón entre 1991 y 2000, Víctor Aritomi Shinto, aprovechó su nacionalidad nipona para otorgar protección e impunidad al entonces presidente de la República y así operar los ingresos de dudoso origen hacia el país oriental. El diario La República atribuyó en 2001 al entonces general militar Carlos Bergamino Cruz como colaborador de Aritomi en el supuesto proceso de gestión de dinero en maletas.

### Gastos del dinero desviado
Para financiar la red de corrupción, así como encubrirla, se realizaron desvíos de los fondos a instituciones políticas y militares. El historiador Antonio Zapata estimó que la red obtuvo ingresos de 1 885 millones de dólares por la compra de armamento militar, lo que permitió cubrir el costo de los sobornos a gran escala. Uno de los bancos importantes en estos desvíos fue el Banco Wiese, entidad financiera que estuvo administrada por Eugenio Bertini (quien estuvo preso hasta 2005) y que se vendió posteriormente tras la reestructuración del Grupo Wiese. El congresista David Waisman consiguió, en el año 2000, un informe de 700 páginas que evidenciaba su participación en esos desvíos.
Un análisis empírico de la corrupción de Montesinos, realizado por John McMillan y Pablo Zoido en 2004, describió que Montesinos recurrió a más del 75 % del presupuesto no supervisado del Servicio de Inteligencia Nacional (SIN) para sobornar a más de 1 600 personas. McMillan y Zoido estimaron que, en el punto álgido del escándalo, se pagaban más de 3,5 millones de dólares mensuales a varios congresistas, jueces y ejecutivos de medios, y 200 000 dólares destinados a políticos para silenciar denuncias. Los sobornos más comunes se pagaron a propietarios de canales de televisión, lo que permitió al gobierno de Fujimori influir políticamente en los peruanos a su favor.
Más allá de los gastos, existen otras referencias, aún por profundizar, sobre el uso del dinero obtenido de la corrupción para los familiares de Fujimori, como el origen de los gastos universitarios de sus hijos. En el año 2000, la unidad de investigación de La República sugirió la existencia de una negociación de una venta inmobiliaria por una empresa que no figuraba en los registros públicos. En 2001, un exasesor de Fujimori señaló en un expediente que el entonces mandatario ordenó al legislador Ernesto Gamarra Olivares que el programa Sin censura no difundiera el informe sobre la entrega de dinero hacia sus hijos. La Fiscalía citó a Keiko, la hija de Alberto, para conocer la sustentación de sus estudios. Posteriormente, la Fiscalía inició las investigaciones sobre este tipo de enriquecimiento ilícito en abril de 2003.
En 2004, La República identificó a Moisés Sudit Golergant, un individuo relacionado con la venta de armas al Estado, como un potencial donante de gastos universitarios. En ese año, la Contraloría General de la República reportó en su informe que se habrían gastado 2 millones de dólares para la educación de sus hijos, una cifra mayor a lo que podría ganar el mandatario en años. Los detalles sobre el origen del dinero permanecieron inéditos hasta su publicación completa por Hildebrant en sus Trece en 2011. No obstante, la ex primera dama, Keiko Fujimori, negó las acusaciones de que los fondos habían sido provenientes del Estado, pese a existir discrepancias con las importantes inversiones declaradas por la Fiscalía.

## Después del escándalo de corrupción
Los vladivideos fueron el escándalo mediático que expuso la corrupción instalada en su gobierno. Muchos políticos, incluido Montesinos y Fujimori, abandonaron el país y renunciaron a sus cargos. Los restos de la red de corrupción en Perú prevalecieron hasta la llegada de Alejandro Toledo, momento en el que se subestimaron las consecuencias de la debilidad institucional hasta el final del mandato. En 2004 se presentaron 116 denuncias contra Alberto Fujimori y Vladimiro Montesinos ante los fiscales.
El 13 de noviembre del 2000, Fujimori viajó a Brunéi para asistir a la APEC que se celebraba en dicho país. Apenas se expuso el escándalo en los medios, el 16 de septiembre de 2000, Fujimori convocó finalmente nuevas elecciones libres. El 17 del mismo mes viajó a Japón y fue desde allí donde envió un fax con su renuncia a la presidencia del país el 20 de noviembre de 2000. En ese año, Montesinos huyó a Panamá. El canciller panameño José Miguel Alemán justificó esa medida para «evitar un [nuevo] golpe de Estado con baño de sangre del pueblo peruano».
Hernando de Soto, uno de los exasesores de Fujimori y promotor del Estado neoliberal en la Constitución de 1993, calificó a Montesinos de «gánster» y renunció a participar con el gobierno debido a los indicios de corrupción. Además, Lourdes Flores Nano, política conservadora y excongresista constituyente, quien fue citada por el Poder Judicial para manifestarse en acusaciones de corrupción, acusó a Fujimori de «engendrar a la criatura de la corrupción que fue Vladimiro Montesinos».
La tendencia de algunos magistrados a llevar a cabo conductas poco éticas estuvo en la mira del Colegio de Abogados de Lima. En 2001, 80 personas estuvieron en situación judicial, algunas de ellas fueron detenidas en cárceles de alta seguridad. Para septiembre de 2003, 117 procesados por corrupción se encontraban prófugos de la justicia, instante en que la cifra de involucrados alcanzó a los 1383. Mientras tanto, en 2006 la Sala Penal Especial de la Corte Suprema inició el juicio contra los 17 congresistas acusados de recibir sobornos.
Uno de los socios íntimamente ligados a la red Fujimori-Montesinos fue el general retirado Óscar Juan Villanueva Vidal, quien se quitó la vida en 2002. Villanueva estaba al frente de la administración de compras del Ministerio del Interior en los últimos momentos de la administración gubernamental, y se le atribuyó en la entrega de joyas a Laura Bozzo, quien posteriormente cumplió su condena bajo arresto domiciliario. Dicho personaje adquirió posteriormente relevancia al realizar tratos con César Almeyda, asesor en aquel entonces de Alejandro Toledo, según un audio que fue filtrado por la prensa.
Luego de una fallida investigación por el Ministerio Público en 2001, que fue archivada, en 2010 la Quinta Sala Anticorrupción pidió doce años de prisión a Vladimiro Montesinos, el excoronel PNP Manuel Ayvar Marca y cuatro policías por las torturas inferidas al periodista Fabián Salazar Olivares. En 2009, a diferencia del juicio de violación a los derechos humanos, y con una actitud negacionista ante las acusaciones de la comisión de investigación de Anel Townsend, Alberto Fujimori fue condenado a seis años de prisión por entregar 15 millones de dólares de origen cuestionable para el Plan Soberanía. Este plan, en referencia al Decreto de Urgencia n.º 081-2000, pretendió amordazar a Montesinos ante la justicia. El delito de peculado doloso, además de falsedad ideológica, se ratificó en 2011.
Para 2011, más de setenta personas cercanas fueron sentenciadas de suspensión de la libertad o condicional; entre ellos ministros, voceros, generales y seguridad de Montesinos. No obstante, el Ministerio Público archivó en 2019 a las hermanas de Alberto Fujimori, Juana y Rosa, vinculadas a la corrupción por organizaciones de donativos.

### Formalización de investigaciones a involucrados de la red
Con la caída del régimen, se iniciaron dos investigaciones paralelas. La primera, conocida como el caso Fujimori-Montesinos, se centró en el ámbito político y fue dirigida por el fiscal José Ugaz entre los años 2000 y 2002, seguida por Luis Vargas Valdivia hasta el año 2004. La segunda investigación se centró en el ámbito económico, específicamente en irregularidades en la privatización y financiación de empresas. Fue dirigida por la Comisión Investigadora de Delitos Económicos y Financieros, presidida por Javier Diez Canseco entre los años 2001 y 2002, y continuada por Ernesto Herrera al año siguiente. El gobierno de Valentín Paniagua se encargó de retirar y revelar a altos cargos de las Fuerzas Armadas, frente a la imposición conservadora de mantener a sus predecesores durante la crisis política. También estableció, ante la Procuraduría, el concepto de reo ausente a aquellos que participaron en asuntos económicos de origen ilícito.
Diego García-Sayán y José Ugaz impulsaron las medidas para fiscalizar el gobierno de Fujimori. Además, elaboraron incentivos para los colaboradores eficaces, permitiendo que un cómplice ofreciera información mientras continuaba la investigación; previo a estos incentivos, apenas una docena de la red de Montesinos habían sido procesados. Cuando Ugaz se encargó de la Producaduría Anticorrupción por primera vez en 2000, realizó la investigación del caso Fujimori-Montesinos, en el que los beneficiados por la colaboración eficaz fueron el abogado Javier Corrochano y la empresaria Matilde Pinchi Pinchi. Ugaz también mostró apoyo a investigar a los dueños de los medios televisivos y procesarlos penalmente sin que interfiera con la libertad de expresión, en un caso donde el ministro de Transportes y Comunicaciones negó quitar las licencias a los medios cuestionados.
En el periodo de transición democrática, se formó la Comisión Investigadora de los Delitos Económicos y Financieros, precedida por el entonces congresista Javier Diez Canseco. Dicha comisión investigó varios delitos tras la privatización de 2000 empresas, que permitió incrementar en 6000 millones de dólares a las arcas del Estado, y cómo se utilizaron; destacaron los actos de peculado, fraude, negociación incompatible, etcétera. Adicionalmente, el congresista David Waisman formó una nueva comisión para investigar a Montesinos, a pesar de que fue presionado por el propio Congreso; el más mediático fue la hipótesis de que el gobierno apoderó mil millones de dólares por medio de lingotes de oro del Banco Central de Reserva, luego de obtener declaraciones de un colaborador eficaz ante la Procuraduría. Este colaborador le contaría su declaración a seis jueces anticorrupción, reunidos en una sala penal.
La investigación a la red sufrió interferencias. En 2002, la investigación fue suspendida por un supuesto acuerdo interno para no indagar al involucrado de la red Agustín Mantilla. En 2003, Jorge Mufarech denunció al exprocurador Ugaz por acusaciones de Fausto Alvarado de retirarse de la investigación a Fujimori-Montesinos, en la que se ordenó el embargo de bienes al año siguiente por avalar el allanamiento ilegal del domicilio de Vladimiro Montesinos. En 2005, el procurador anticorrupción Antonio Maldonado reveló la carencia de fondos suficientes para continuar la investigación, luego de perder el apoyo del Programa de las Naciones Unidas para el Desarrollo.
En 2008, un grupo de reclusos del penal San Jorge se declararon de «presos políticos», como parte de una represalia para acusar a los jueces que los sentenciaron.

### Recuperación de activos
Desde el fin del gobierno de Alberto Fujimori, se buscó localizar los fondos procedentes de forma clandestina del gobierno. Las primeras cuentas clandestinas se descubrieron en la comisión liderada por David Waisman. Antes de que se hiciera público el escándalo de corrupción, en 2000, el encargado de cancillería Fernando de Trazegnies comunicó por primera vez al entonces ministro de Justicia,  Alberto Bustamante, que la embajada de Suiza en Perú había localizado cuatro cuentas valoradas en más de 40 millones de dólares, lo que se reportó al ya designado procurador Ugaz.
Una vez que se tuvieron evidencias de la red criminal, se intentó recuperar los bienes de las cuentas extranjeras de Montesinos con el apoyo de organizaciones no gubernamentales, cuando el exasesor presidencial fue denunciado por «enriquecimiento ilícito en agravio del Estado peruano».
En octubre de 2001 se estrenó el Fondo Especial de Administración de Justicia del Dinero Obtenido Ilícitamente (FEDADOI). Esta recaudación ayudó a financiar la Procuraduría Anticorrupción, mejorar el Poder Judicial y a construir el penal de Piedras Gordas. En 2002, según el reportaje A las 11 con Hildebrandt, se reportó que 228 millones fueron localizados para el fondo estatal.  En 2010 se recuperaron apenas 184 millones por embargo. Para 2012 se contabilizaron 105 casos de corrupción, en los que la deuda se oficializó en mil millones de soles, de los cuales solo se pagó el 0.77 %.
En las Islas Caimán se repatriaron más de 30 millones de dólares, de los cuales el Banco Wiese Sudameris devolvió una fracción en 2001. Una de las empresas donde habría guardado dinero fue el Pacific Industrial Bank durante la década de 1990, cuyo edificio en Lima donde operó clandestinamente fue posteriormente adquirido por Rafael López Aliaga. En el caso de Suiza, la transferencia se concretó luego de establecerse la asistencia mutua internacional de 1997; empero, en 2004, la fiscal del cuarto distrito judicial de Zúrich, Cornelia Cova, no descartó que el dinero se hubiese trasladado a países vecinos o a Japón. Por otro lado, en Estados Unidos se llegó a un acuerdo entre ese país y Perú para transferir 20 millones de dólares de las cuentas de cercanos a Montesinos y también las de Víctor Venero, testaferro de este en 2004.
En 2004, la Justicia de Panamá inició una investigación sobre las cuentas bancarias de Vladimiro Montesinos. La Unidad Financiera de la Procuraduría Anticorrupción señaló que se habían perdido alrededor de 600 millones de dólares. En ese entonces, algunos de los integrantes de la desmantelada red, como el asignado reo contumaz Enrique Benavides, seguían realizando operaciones bancarias a nombre de una corporación vinculada a testaferros del exasesor presidencial.
En el plan de recuperación de activos, también se planteó investigar depósitos de dinero en Asia en el plan de recuperación de activos, pero no se llevó a cabo debido a las dificultades en la colaboración con las autoridades. En ese territorio, una serie de investigaciones de la empresa Kroll desvelaron que se había utilizado un «sistema de la hormiga» para transferir el dinero sustraído a cuentas de Indonesia, Malasia y Brunei.

#### Caja de pensiones
El dinero de la caja de pensiones, que se había utilizado para las fuerzas policiales y militares, fue utilizado por los testaferros de Montesinos en un posible acto de desfalco.  Uno de los mayores operadores señalados fue Juan Valencia (detenido en 2001). Desde entonces, varias personas fueron arrestadas. La Sala Penal Liquidadora sentenció en 2014 a Danfer Suárez, quien fue responsable de desviar dinero mediante comisiones cuando formó parte del directorio.  En 2015 se detuvo en Brasil al exgerente Javier Revilla, otra persona acusada de desviar los fondos.
En 2006, el fiscal anticorrupción Marco Ruggiero denunció a Fujimori ante el Poder Judicial por ser supuestamente responsable del desfalco de la caja de pensiones militar-policial; sin embargo, la denuncia no se concretó. También se denunció a Montesinos, pero fue absuelto por la Sala Penal Liquidadora en 2012.

## Impacto
El informe de la Subcomisión de Derechos Humanos de la ONU mencionó a Fujimori como uno de los personajes con mayor implicación en la corrupción. En la Reunión Andina sobre Lucha contra la Corrupción, el secretario de la OEA, César Gaviria, señaló que con el liderazgo de Vladimiro Montesinos en el gobierno «ha sido uno de los casos de corrupción más patéticos y dañinos que nos ha tocado vivir en la etapa democrática de nuestras naciones». Además, según Transparencia Internacional en 2004, Fujimori fue listado como el séptimo exlíder más corrupto de la historia, lista que fue compartida por Forbes.
El impacto de la corrupción fue tan significativo que la ONG Transparencia Internacional empezó a implementar su capítulo local, el Consejo Nacional para la Ética Pública (Proética), para alertar de asuntos que atentan contra las costumbres políticas.

## Sondeos de opinión
En una encuesta de 1999, realizada por el Instituto de Investigaciones Económicas y Sociales de la Universidad Nacional de Ingeniería, se mencionó que un 87 % de los limeños consideró la existencia de la corrupción en el gobierno. Al asumir Valentín Paniagua como presidente interino, una encuesta de Apoyo de 2000 señaló que la corrupción fue el segundo tema a combatir durante su transición a la democracia.
En 2001, el 80 % de los 500 participantes limeños encuestados por Apoyo aseguraron que Fujimori cometió delitos de corrupción, frente a un 10 % que lo consideraron inocente.
La población mostró una valoración negativa al sistema judicial: en una encuesta de Apoyo de 2003, 7 de cada 10 personas desaprobaron a la institución, mientras que la empresa Analistas & Consultores señaló en ese año que el 74,8 % de las personas percibían «la mano de la mafia fujimontesinista» en este poder del Estado.
El capítulo peruano de Transparencia Internacional, Proética, encuestó entre el 8 y el 20 de diciembre de 2003 para determinar si Fujimori fue «el más corrupto en los últimos 23 años», obteniendo un 49 % de las respuestas como afirmativas.
En un sondeo de la Pontificia Universidad Católica del Perú para La República en 2009, se señaló que la percepción de corrupción creció del 30 % la terminó el primer gobierno de Alan García al 53 % al concluir el mandato de Fujimori.

### Revistas científicas y reportes
- Centro Internacional para Académicos Woodrow Wilson (2001). «The Crisis of Democratic Governance in the Andes» (PDF). Woodrow Wilson Center Reports on the Americas (en inglés) 2.

- Rossotto Ioris, Antonio Augusto (2016). «“La Plata Llega Sola”: [The Money Arrives on it Own]: Reflections on Corruption Trends in Peru». Diálogos Latinoamericanos (en inglés) 17 (25). ISSN 2246-8609. doi:10.7146/dl.v17i25.112904.
- Felices Luna, Maritza (2017). «The Pacification of Peru and the Production of a Neoliberal Populist Order» (PDF). State Crime Journal (en inglés) 6 (1). doi:10.13169/statecrime.6.1.0156.
- McMillan, John; Zoido, Pablo (2004). «How to Subvert Democracy: Montesinos in Peru». Journal of Economic Perspectives (en inglés) 18 (4). ISSN 0895-3309. doi:10.1257/0895330042632690. Versión en español.
- Barrantes Delgado, Patricia; Novoa Curich, Yvana; Santayana Sánchez, Ricardo; Rodríguez Vásquez, Julio (2012).  Montoya Vivanco, Yván, ed. Estudios críticos sobre los delitos de corrupción de funcionarios en Perú. Lima: PUCP, Instituto de Democracia y Derechos Humanos. OCLC 856583844.
- Ford Deza, Elaine (2003). «La corrupción en el Perú». Revista Enfoques: Ciencias Políticas y Administración Pública (Santiago: Universidad Central de Chile, publicado el 26 de febrero de 2015) 1 (1): 191-202. ISSN 0718-9656.
- Valladolid, Martín Nizama (2001). «La década dantesca de Fujimori y Montesinos (segunda parte)». Acta Médica Peruana (Colegio Médico del Perú) 18 (3): 136-139. ISSN 1728-5917.
- García Montero, Mercedes (2009). «La decáda de Fujimori: ascenso, mantenimiento y caída de un líder antipolítico». América Latina Hoy 28. ISSN 2340-4396. doi:10.14201/alh.2767.
- Laplante, Lisa J.; Phenicie, Kelly (2010). «Media, Trials and Truth Commissions: 'Mediating' Reconciliation in Peru's Transitional Justice Process». International Journal of Transitional Justice (en inglés) 4 (2): 207-229. ISSN 1752-7716. doi:10.1093/ijtj/ijq004.
- Medina G., Oswaldo; Zorrilla E., Javier (2001). «Achoramiento y corrupción en el Perú contemporáneo». Apuntes. Revista de Ciencias Sociales: 53-93. ISSN 2223-1757. doi:10.21678/apuntes.48.506.
- Soberón Garrido, Ricardo (2001). «Corrupción asociada al tráfico ilícito de drogas (TID) y las fuerzas armadas, 1992 1996». Probidad (16). ISSN 1605-1920. Archivado desde el original el 15 de junio de 2002.

### Libros
- Quiroz Norris, Alfonso W. (2013).  Flores Espinoza, Javier, ed. Historia de la corrupción en el Perú. Perú Problema (1.ª edición). Instituto de Estudios Peruanos. ISBN 978-9972-51-400-5. OCLC 861754806. Depósito legal: 2013-06598.
- Estrada Álvarez, Jairo (2005). Intelectuales, tecnócratas y reformas neoliberales en América Latina. Universidad Nacional de Colombia. ISBN 978-958-701-573-7.
- Portocarrero, Felipe (2005). El pacto infame: estudios sobre la corrupción en el Perú (1.ª edición). Red Para el Desarrollo de las Ciencias Sociales en el Perú. ISBN 9972-835-05-7. OCLC 61212867.
- Cervantes Liñán, Luis Claudio; Rivera Oré, Jesús Antonio (2018). Perú estado, poder y democracia: reformas para un buen gobierno libre de corrupción. Fondo Editorial Inca Garcilazo de la Vega. ISBN 978-612-4340-19-2. OCLC 1057708054.
- Toche M., Eduardo, ed. (junio de 2020). Corrupción, más allá de la ley. Perú Hoy (1.ª edición). Desco. ISBN 978-612-4043-98-7. Depósito legal: 2020-04146.
- Degregori, Carlos Iván (2012). La década de la antipolítica: auge y huida de Alberto Fujimori y Vladimiro Montesinos (2.ª edición). Instituto de Estudios Peruanos. ISBN 978-9972-51-329-9. OCLC 794977731.
- Goldenberg, Sonia (directora y productora) (2001). «Poderoso caballero». Instituto de Estudios Peruanos (DVD) (Tramas). IEP: DVD 0016. Archivado desde el original el 27 de septiembre de 2022. Consultado el 27 de septiembre de 2022. Versión accesible en Youtube.
- Ugaz Sánchez-Moreno, José Carlos (2016). Caiga quien caiga: la historia íntima de cómo se desmontó la red de corrupción fujimontesinista. Planeta. ISBN 978-612-319-166-5. OCLC 1050332400. Consultado el 27 de septiembre de 2022.
- Ramírez Varela, Lilia; Silva del Carpio, Cruz Lisset (2007). Balance del subsistema anticorrupción a seis años de su creación (2000-2006). Consorcio Justicia Viva. ISBN 978-9972-2862-8-5. OCLC 618512541. Depósito legal: 2007-07922. Archivado desde el original el 4 de julio de 2016. Consultado el 28 de septiembre de 2022.
- Godoy, José Alejandro (2021). El último dictador: vida y gobierno de Alberto Fujimori. Lima, Perú: Penguin Random House. ISBN 978-612-4272-77-6. OCLC 1313940623. Consultado el 18 de marzo de 2022.
- Tablante, Carlos; Morales Antoniazzi, Mariela (Mayo de 2018). Impacto de la corrupción en los derechos humanos. Quétaro, México: Instituto de Estudios Constitucionales del Estado de Querétaro. ISBN 978-607-7822-43-1. OCLC 1313940623. Consultado el 1 de octubre de 2022.
- Schulte-Bockholt, Alfredo (2013). Corruption as power: criminal governance in Peru during the Fujimori era (en inglés). Berna: Peter Lang. ISBN 3-0351-0496-4. OCLC 841207981. Consultado el 19 de noviembre de 2022.
- Bolaños, Fenando (Noviembre de 2002). Ojito, ojito a la corrupción. Calandria Perú. Consultado el 5 de diciembre de 2022.
- Conaghan, Catherine M. (2002). «Cashing in on Authoritarianism: Media Collusion in Fujimori’s Peru». Harvard International Journal of Press/Politics (en inglés) (2002-01) 7 (1): 115-125. ISSN 1081-180X. doi:10.1177/1081180X0200700108. Consultado el 19 de diciembre de 2022.
- Crabtree, John; Thomas, Jim J. (1999). El Perú de Fujimori: 1990-1998 (1.ª edición). Universidad del Pacífico, Centro de Investigación. ISBN 9972-603-15-6. OCLC 42935917. Consultado el 24 de diciembre de 2022.